# تامئو ایده
تامئو ایده (به انگلیسی: Tameo Ide) بازیکن فوتبال اهل ژاپن و عضو تیم ملی فوتبال ژاپن است که در تاریخ ۲۵ اوت ۱۹۳۰ میلادی اولین بازی ملی‌اش را انجام داد. او در ۱ بازی ملی حضور داشت و آخرین بازی ملی خود را در تاریخ ۲۵ مه ۱۹۳۰ میلادی انجام داد. تامئو ایده در بازی‌های ملی‌اش
گلی به ثمر نرساند.